# رو
رو (بزرگ Ρ، کوچک ρ یا ϱ) هفدهمین حرف الفبای یونانی است؛ و در دستگاه شمارش یونانی مقدار ۱۰۰ را دارد.

## کاربرد
- در فیزیک
  - برای نمایش چگالی (ρ)
  - برای نمایش مقاومت الکتریکی (ρ)
  - برای نمایش چگالی بار (ρ)
  - برای نمایش مزون رو (ρ+, ρ-, ρ0)
- در ریاضیات
  - برای نمایش شعاع در دستگاه مختصات کروی